# Google Stadia
Stadia fou un servei de subscripció per a videojocs en el núvol operat per Google. Fent ús dels centres de dades d'aquesta empresa, Stadia té la capacitat de retransmetre mitjançant Streaming videojocs amb resolució 4K a 60 fotogrames per segon (FPS), amb suport HDR, i que els usuaris puguin jugar-hi de forma remota. Google ha integrat aquest servei en alguns dels seus productes, com per exemple amb el navegador web Chrome o amb la plataforma per compartir vídeos Youtube.
Durant el seu desenvolupament el servei va ser anomenat Projecte Stream i es va llançar a l'octubre de 2018 amb una beta tancada retransmetent el videojoc Assassin's Creed: Odyssey. Competint amb serveis similars, com PlayStation Now de Sony Interactive Entertainment, Nintendo Switch Online de Nintendo o el Projecte xCloud i Xbox Game Pass de Microsoft, Google va anunciar Stadia el març de 2019, i el juny de 2019 va emetre a YouTube el primer episodi de Stadia Connect, un butlletí oficial de notícies i novetats sobre la plataforma (similar als Nintendos Directs). En el mateix esdeveniment, es van donar més detalls sobre quins serien els plans de subscripció, els requisits per poder fer ús de la plataforma, els videojocs disponibles, els països en què s'efectuarà el llançament inicial i les companyies participants.
Després de mesos de proves i diverses introduccions a les seves característiques, Google va publicar la versió oberta de Stadia al públic el 19 de novembre de 2019.

## Característiques
Al consistir en un servei d'entreteniment en el núvol, Stadia no requereix de maquinari addicional, requerint únicament que l'ordinador, o altres dispositius, tinguin connexió a Internet i puguin executar Chrome. Stadia ha estat integrat amb YouTube, ja que la possibilitat de jugar videojocs de forma remota es veu com una extensió natural al live streaming. Segons Phil Harrison, cap de producte de Stadia, el nom de la plataforma està basat en Stadium, i amb aquest nom es transmet que Stadia serà una "col·lecció d'entreteniment" on els espectadors podran triar entre simplement observar un videojoc o prendre part activa del mateix".

## Desenvolupament

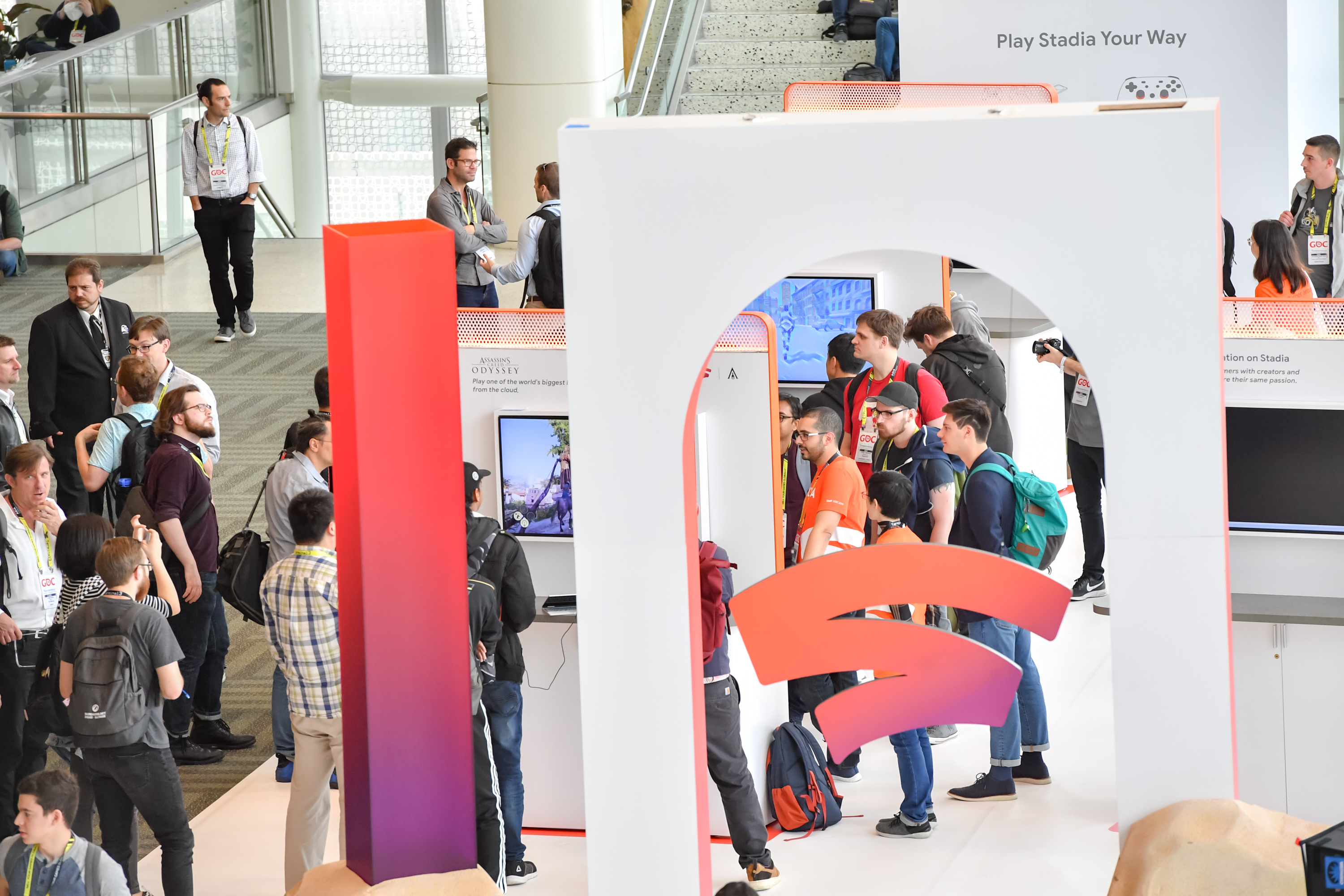
Parada de Google Stadia al Game Developers Conference de 2019

Durant el seu desenvolupament el servei va ser anomenat Project Stream i va debutar l'octubre de 2018 amb una beta restringida i retransmetent el videojoc Assassin's Creed: Odyssey. La major diferència de Project Stream amb altres serveis del passat, tals com OnLive, GeForce Now, i PlayStation Now, és la seua capacitat per a executar-se en qualsevol navegador Chrome d'escriptori, de manera que no cal instal·lar cap programari addicional. El juny de 2019 es va emetre en YouTube el primer episodi de Stadia Connect, el butlletí oficial de notícies i novetats sobre la plataforma.
Stadia va ser formalment anunciat en el GDC del 2019. Per donar suport a la nova plataforma, Google també va anunciar la formació d'una nova companyia desenvolupadora de videojocs, anomenada Stadia Games and Entertainment, liderada per Jade Raymond. A més de desenvolupar videojocs propis, aquesta companyia assistirà amb la portabilitat de videojocs realitzats per altres desenvolupadors a laplataforma Stadia. Stadia utilitza la unitat de processament gràfic Radeon d'AMD.

## Tancament
El dia 29 de setembre del 2022 Google va anunciar de forma oficial el tancament de la seva plataforma de jocs en el núvol Google Stadia. Segons el comunicat oficial, la data estaria establerta pel 18 de gener del 2023 i la principal causa haurien estat les baixes vendes que ha tingut la consola desde la seva sortida en el 2019. Google també ha informat que tornaria els doblers a tots els consumidors per tot el hardware obtingut, a més dels videojocs i continguts descarregables.

## Videojocs
S'han anunciat alguns videojocs que seran publicats per Stadia. A més del ja esmentat Assassin's Creed: Odyssey, també estarà disponible Doom Eternal, d'id software. S'ha anunciat també un tercer videojoc desenvolupat per Q-Games, però encara no s'ha revelat el títol.1A aquesta llista s'agregaran els títols desenvolupats per Stadia Games and Entertainment que encara no han estat anunciats.
Al Stadia Connect de el 6 de juny de 2019 van anunciar alguns jocs que estaran disponibles de llançament són:
- Assassin's Creed Odyssey
- Attack on Titan 2
- Baldur’s Gate III
- Borderlands 3
- Cyberpunk 2077
- Darksiders Genesis
- Destiny 2 (complet)
- Destroy all humans
- Dragon Ball Xenoverse 2
- Doom (2016)
- Doom Eternal
- Farming Simulator 19
- Final Fantasy XV
- Football Manager 2020
- Get Packed
- Gods & Monsters
- GRID
- Gylt
- Just Dance 2020
- Kine
- Metro Exodus
- Mortal Kombat 11
- NBA 2K
- Power Rangers: Battle For the Grid
- Rage 2
- Red Dead Redemption 2
- Samurai Shodow
- SuperHot
- The Crew 2
- The Division 2
- The Elder Scrolls Online
- Thumper
- Tomb Raider (la nova trilogia)
- Tom Clancy’s Ghost Recon: Breakpoint
- Trials Rising
- Wolfenstein Youngblood
- Watchdogs Legion